# دانييل هيل
دانييل هيل (بالإنجليزية: Daniel Hill)‏ هو ممثل بريطاني، ولد في 1955 في المملكة المتحدة.

## وصلات خارجية
- دانييل هيل على موقع IMDb (الإنجليزية)
- دانييل هيل على موقع ميوزك برينز (الإنجليزية)
- دانييل هيل على موقع قاعدة بيانات الفيلم (الإنجليزية)